# 井崎正敏
井崎 正敏（いざき まさとし、1947年 - ）は、日本の評論家。

## 来歴
東京都生まれ。東京大学文学部倫理学科卒業後、筑摩書房に入社する。「ちくま学芸文庫」編集長、「ちくま新書」編集長、専務取締役編集部長を経て、2001年退社、批評活動に入る。この間に武蔵大学客員教授を務めた。

## 著書
- 『天皇と日本人の課題』洋泉社 新書y、2003年
- 『ナショナリズムの練習問題』洋泉社 新書y、2005年
- 『倫理としてのメディア 公共性の装置へ』NTT出版、2006年
- 『〈考える〉とはどういうことか? 思考・論理・倫理・レトリック』洋泉社、2008年
- 『〈戦争〉と〈国家〉の語りかた 戦後思想はどこで間違えたのか』言視舎 飢餓陣営叢書、2013年
- 『吉田松陰　幽室の根源的思考』言視舎、2015

## 参考
- [ISBN 978-4-905369-75-2]